# Ateliers et chantiers de la Loire
Les Ateliers et Chantiers de la Loire (ACL) sont un chantier naval français. Initialement implantés à Nantes, ces chantiers ont ensuite installé une succursale à Saint-Nazaire, l'actuel site des Chantiers de l'Atlantique.

## Histoire

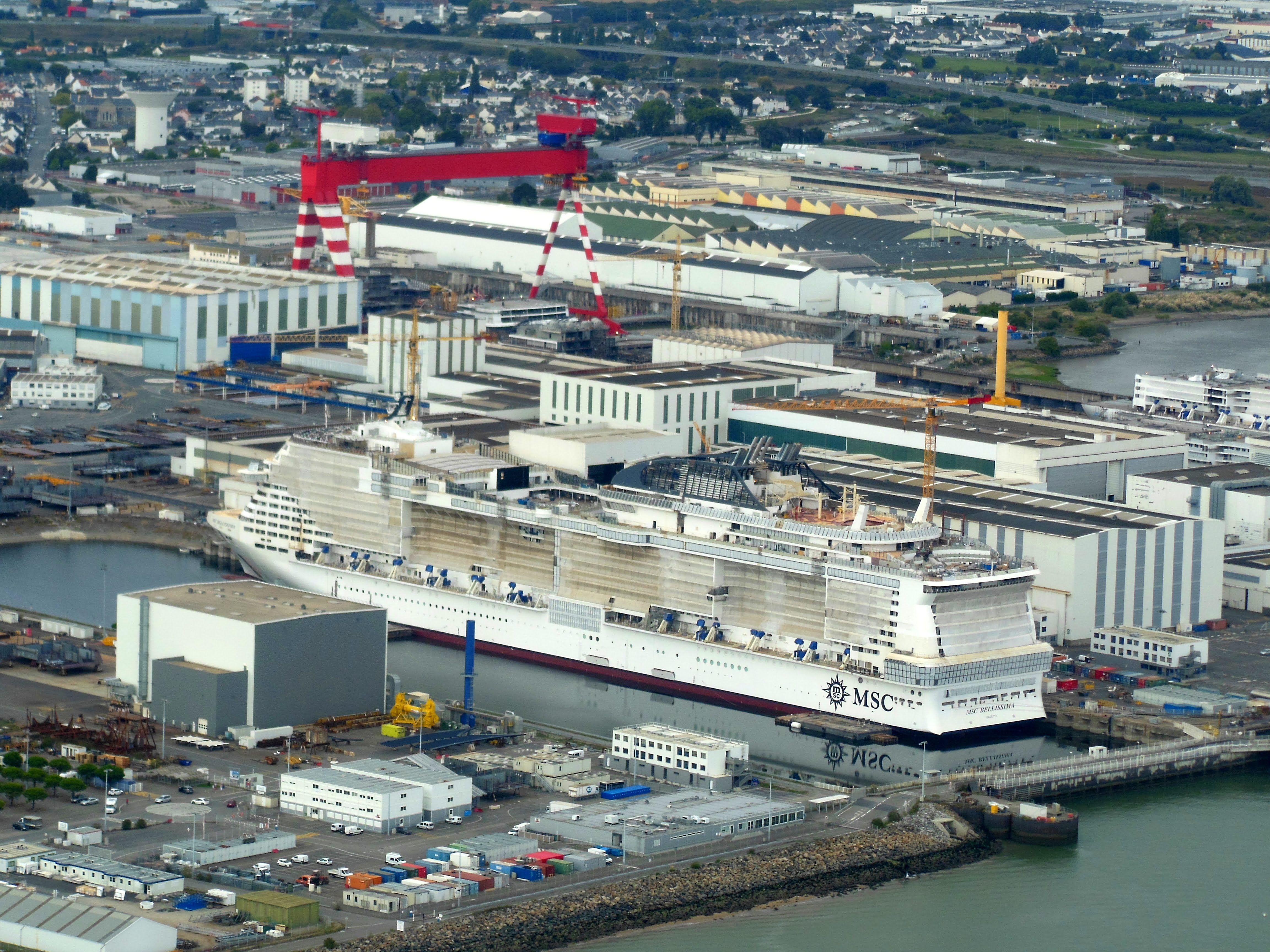
Vue aérienne des Chantiers de l'Atlantique, paquebot MSC Bellissima en construction dans la forme C

### La construction navale à Nantes et Saint-Nazaire vers 1860
Jusqu’au milieu du XIXe siècle, les chantiers navals installés sur les rives de la Loire livrent exclusivement des navires construits en bois. L’introduction du fer, puis de l’acier, va ouvrir de nouvelles perspectives.
Il faut attendre 1856 pour voir construire le premier bassin à flot du port de Saint-Nazaire qui va offrir l’opportunité d’installer à cet endroit d'autres sociétés. Les chantiers Dubigeon s'implantent en 1861 à Nantes, avec des ateliers sur la rive droite de la Loire, mais leurs activités restent limitées à des opérations de réparations.
En 1862, un chantier est créé à Saint-Nazaire, sur la pointe de Penhoët, par un Écossais du nom de John Scott, avec le soutien des frères Pereire, banquiers, et de la Compagnie générale transatlantique. Pendant les quatre années qui suivent, ces chantiers vont réaliser huit paquebots transatlantiques, dont le célèbre Impératrice Eugénie. Malheureusement en 1866, par suite d’une mauvaise gestion financière, la société Scott dépose son bilan.
Par ailleurs, à Saint-Nazaire, un second bassin à flot est creusé, il est inauguré en 1881, le bassin de Penhoët. René Kerviler a la charge de ces travaux.
Dans l’île d’Indret, l’établissement de la Marine royale créé sous Louis XIII est modernisé par l’État, afin de répondre aux besoins croissants en pièces de fonderie et de forge. Jusqu’en 1877, ils construiront également de petites unités à coque métalliques, et se spécialiseront par la suite dans la réalisation de chaudières, machines à vapeur, puis turbines et moteurs diesel.
Les forges de Trignac, créées en 1879, fournissent les Ateliers et chantiers de la Loire de Saint-Nazaire en tôles de fonte et d'acier pour la fabrication des coques de paquebot.

### Les Ateliers et chantiers de la Loire avant la Première Guerre mondiale

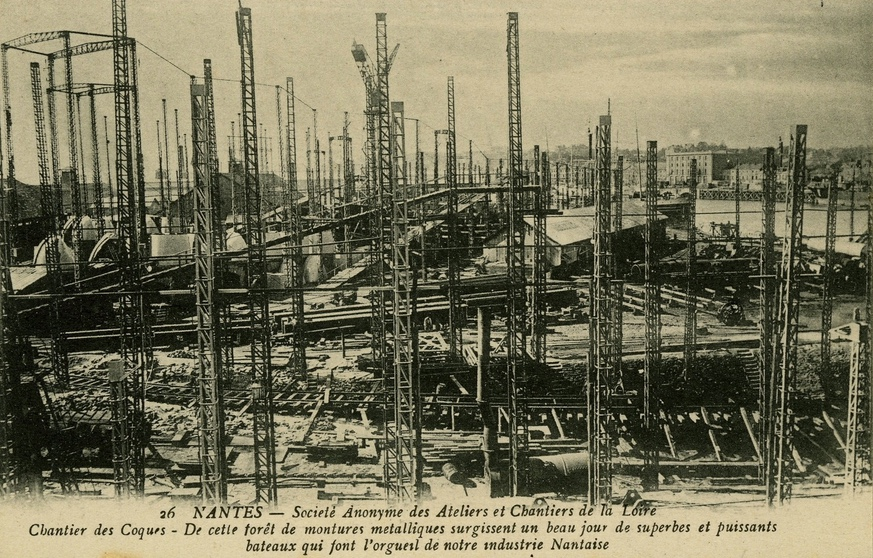
Ateliers et Chantiers de la Loire - Chantier des coques à Nantes.

Par ailleurs, les constructeurs nantais Paul Jollet (beau-frère de Théodore Dubigeon) et Louis Babin-Chevaye créent les chantiers Jollet et Babin en 1857, qui emploient 800 ouvriers. Ils reprennent les chantiers Goüin sur l'île de la Prairie-au-Duc en 1869. Par rachat de Jollet-Babin, Paul Jollet et Louis Babin-Chevaye fondent la société anonyme des Ateliers et Chantiers de la Loire à Nantes en 1881,, puis à Saint-Nazaire à partir de 1882. Le site nazairien va se développer de manière importante, sans pour autant abandonner les réalisations nantaises de la société.
À Saint-Nazaire, la Compagnie générale transatlantique reprend à son compte les anciennes installations Scott de Penhoët et y aménage, à partir de 1882, un important site industriel, sous le nom de Chantiers de Penhoët.
À la fin du XIXe siècle, la situation est donc la suivante : 
- à Nantes, sur l'île de la Prairie-au-Duc, les ACL réalisent des unités moyennes, torpilleurs, canonnières et petits croiseurs comme le Descartes en 1894, tout comme les ACB (Prairie-au-Duc) et Dubigeon (Chantenay).
- à Saint-Nazaire, les Chantiers de Penhoët s'orientent surtout vers la construction de paquebots comme le célèbre Île-de-France en 1927, tandis que sur le site contigu, en amont, les ACL prennent un développement considérable dans la construction de navires de guerre. En 1907, par exemple, ils réaliseront simultanément deux cuirassés de 18 000 tonnes de type Danton, le Condorcet et le Diderot.

En 1901, la société rachète les Chantiers et ateliers de Normandie Laporte et Cie créés en 1893 au Grand-Quevilly près de Rouen. Les A.C.L. Saint-Nazaire créent également un établissement à Saint-Denis près de Paris, qui se spécialise dans la construction de chaudières et de moteurs.
De 1882 à 1885, le chantier réalisa également la travée métallique du viaduc de Douarnenez reliant Douarnenez à Tréboul sous la direction de Joseph-Émile Joëssel, ingénieur en chef, et d'Édouard-Marie Quellennec. Joëssel dirigea particulièrement les travaux de remontage de la travée à la suite de la chute d'une partie du pont le 9 décembre 1883 (Voir l'Illustration, no 2165 du 23/08/1884). Le pont fut mis en service en 1885.
Les Ateliers et Chantiers de la Loire décide la construction d'un bâtiment destiné à abriter les services administratifs de l'entreprise. Elle charge l'architecte nantais René Ménard d'en élaborer les plans. Le bâtiment est terminé en 1917 après trois ans de travaux. Il s'agit d'une construction de deux étages en pierres et briques d'environ 100 mètres de long sur 20 mètres de large, surmonté d'un toit à deux versants recouvrant les trois-quarts de l'édifice (à l'exception des extrémités). Il abrite aujourd'hui la Maison des Hommes et des Techniques.

### Après les Première et Seconde Guerres mondiales
Les Ateliers et Chantiers de la Loire se sont aussi intéressés à l'aéronautique, produisant les avions Loire-Gourdou-Leseurre, Loire Aviation et Loire-Nieuport.
À plusieurs reprises, et dès la fin du XIXe siècle, les deux chantiers de Saint-Nazaire ont uni leurs efforts pour réaliser de grandes unités, comme le paquebot Normandie en 1932 ou le cuirassé Jean Bart en 1938.
En 1942, le service des Appareils de Levage des Ateliers et chantiers de la Loire construisent la grue noire en partenariat avec les établissements Joseph Paris pour les besoins des chantiers Dubigeon du Bas-Chantenay.
Après la Seconde Guerre mondiale, l'État français finance une grande partie de la reconstruction du tissu industriel, puis les pouvoirs publics font de nombreuses commandes pour la reconstruction de la flotte civile mais aussi commerciale. Ce nouveau souffle permet la modernisation du chantier, dont l'activité s'est orientée, pendant quelques années, vers la réparation navale. En effet, à la suite des combats, de nombreux navires étaient endommagés (Europa qui deviendra le Liberté, cédé à la France comme dommage de guerre).
En 1955, le site nazairien des Ateliers et Chantiers de la Loire fusionne avec les Chantiers de Penhoët, la nouvelle entité devenant les Chantiers de l'Atlantique. Le site nantais devient les Chantiers Réunis Loire-Normandie le 1er janvier 1955. Chantier qui fusionne à son tour le 25 novembre 1961 avec les Ateliers et chantiers de Bretagne, donnant les Ateliers et chantiers de Nantes.

## Géographie
Ce chantier naval n'était séparé que par un mur mitoyen des Chantiers de Penhoët.

## Navires construits
| Nom du bateau | Type                                | Propriétaire               | Lieu de construction | Mise sur cale    | Lancement       | Baptême      | Mise en service   | Autres noms                                      | Fin |
| ------------- | ----------------------------------- | -------------------------- | -------------------- | ---------------- | --------------- | ------------ | ----------------- | ------------------------------------------------ | --- |
| Rouennaise    | Vapeur charbonnier                  | Fernand Bouet              | Nantes               |                  |                 |              | 1925              | Daphné 2, acquis par la SNC le 30 septembre 1928 | En Angleterre en mai 1940 sous pavillon FNFL, service Tynes Londres. Torpillé par une vedette allemande et coulé le 18 mars 1941. Pas de victimes. |
| Le Boulonnais | Escorteur rapide                    | Marine nationale française | Nantes               | 5 septembre 1952 | 12 mai 1953     |              | 5 août 1955       | Aucun                                            | Dernière cérémonie des couleurs juin 1976, coulé en décembre 1994                                                                                  |
| Le Picard     | Escorteur rapide                    | Marine nationale française | Nantes               | 12 décembre 1953 | 31 mai 1954     |              | 20 septembre 1956 | Aucun                                            | Dernière cérémonie des couleurs 21 décembre 1979                                                                                                   |
| Le Gascon     | Escorteur rapide                    | Marine nationale française | Nantes               | 1er avril 1954   | 23 octobre 1954 | 21 juin 1956 | 29 mars 1957      | Aucun                                            | Dernière cérémonie des couleurs 26 septembre 1977, coulé ou démoli ? en 1980                                                                       |
| Le Champenois | Escorteur rapide                    | Marine nationale française | Nantes               | 20 août 1954     | 12 mars 1955    | 21 juin 1956 | 1er juin 1957     | Aucun                                            | Désarmé en juillet 1975 |
| Galatée 1     | Navire vraquier exploité en grumier | SNC                        | Nantes               |                  |                 |              | 28 juillet 1957   | Tai-Tung                                         | Vendu en 1976 à Sam Shum Shipping Corp. (Liberia)                                                                                                  |

## Annexe